# Saussurea veitchiana
Saussurea veitchiana là một loài thực vật có hoa trong họ Cúc. Loài này được J.R.Drumm. & Hutch. miêu tả khoa học đầu tiên năm 1911.